# Благослав, Ян
Ян Благослав (чеш. Jan Blahoslav; 20 февраля 1523[…], Пршеров[…] — 24 ноября 1571[…], Моравски-Крумлов[…]) — чешский гуманистический писатель, поэт, переводчик, этимолог, песнопи́сец, грамматист, музыкант и теоретик, один из известнейших священников общины Чешских братьев.
Автор «Чешской грамматики» (чеш. «Gramatika česká»), написанной в 1571, изданной в 1857 году. Много сделал для организации чешских школ, написал и опубликовал ряд работ по вопросам истории и богословия. Совершил перевод Нового Завета на чешский язык в 1564 году.

## Биография
Ян Благослав родился 20 февраля 1523 г. в Пршерове. Его отца звали Блажек (чеш. Blažek) и он, вероятно, принадлежал к уважаемым горожанам Пршерова. Его мать Катержина (чеш. Kateřina) — дочь меховщика Безперы (чеш. Bezpera), семью которого часто упоминают в Пршерове и в близлежащем городе Липник-над-Бечвоу ещё в первой половине XVII века.
У Яна Благослава была сестра Зузана и младший брат Мартин Абдон, которого посвятили в сан в городе Слижаны (чеш. Slížany).

### Образование
Первое образование Благослав, вероятно, получил в родительском доме. Однако, возможно, что Ян Благослав посещал школу Чешских братьев. С 1540 года продолжал свое обучение в Простеёве до смерти его воспитателя Мартина Михалeца (чеш. Martin Michalec) в 1547 году. В то же время, с 1543 года его Михалец отправил в гимназию в городе Голдберг, где он в течение одного года изучил основы латинского языка. В начале 1544 г. Яна Благослава отправили учиться в Виттенберг в Германии, где он слушал лекции и проповеди реформатора Мартина Лютера. В городе Виттенберг Благослав учился один год, после которого он возвратился в Простеёв.
В июле 1548 г. Ян Благослав начал в городе Млада-Болеслав помогать епископу Яну Чёрному. В первой половине 1549 г. он продолжал свою учёбу в университете в Кёнигсберге, но через нескольких месяцев ему пришлось покинуть город из-за эпидемии чумы и из-за религиозных споров. В октябре 1549 г. его отправили учиться в Базель, являвшийся в то время центром просвещения. В начале 1550 г. он заболел в 1551 году он вернулся в Простеёв, где он начал работать в школе Чешских братьев. В 1552 году он опять уехал в город Млада-Болеслав, где он с Яном Чёрным составили 14 рукописей, позже названных «Актами Чешских братьев» (чеш. Akty jednoty bratrské).

### Ян Благослав — епископ
Важным для Благослава стал 1557 год, когда он был избран епископом. В июне 1558 года он переехал на постоянное место жительства в город Иванчице (чеш. Ivančice), находящийся недалеко от города Брно, ставший его последним местом деятельности. В городе Иванчице были написаны его важнейшие произведения и работы, в том числе перевод Нового Завета, Музыка (чеш. Musica) и Шамотулский сборник церковных песнопений (чеш. Šamotulský kancionál). Он умер 24 ноября 1571 в городе Моравски-Крумлов (чеш. Moravský Krumlov), был похоронен в городе Иванчице.

## Творчество
В произведениях Благослава проявляется его гуманистическое образование. Ян Благослав, в отличие от Яна Амоса Коменского, не создал новых концепций мышления, но посвятил большинство своих трудов практическим целям и нуждам церкви.

### Музыкальные сочинения
- «Musica», 1558 г.

В настоящем произведении автор говорит о сути духовного пения. До этого теории музыки, её закономерностей и музыкальная практика в Центральной Европе писались только на латыни.
- «Šamotulský kancionál» (собственный перевод: Шамотульский сборник церковных песнопений)

Из-за цензуры произведение было первоначально издано в Польши.
- «O novém kancionále», 1561 г. (собственный перевод: О новом сборнике церковный песнопений)
Список духовных песен, напечатанных в сборниках церковных песнопений Чешских братьев.
- «Redakce Ivančického kancionálu», 1564 г.

### Произведения, касающиеся Чешских братьев
- «O původu Jednoty bratrské a řádu v ní» 1547 г. (собственный перевод: О происхождении Чешских братьев и правил в них)

Историческое произведение, рассказывающее о возникновении Чешских братьев. Целью автора является доказательство того, что Чешских братьев послал Бог. Поэтому в первую очередь благодаря Яну Благославу до наших дней дошел необычайно ценный документальный материал, считающийся значительным источником информации о жизни Чешских братьев в середине XVI века.
- «Redakce sbírky Acta Unitatis Fratrum», 1552 г. (собственный перевод: Редакция коллекции Acta Unitas Fratrum)

Совокупность источников об истории Чешских братьев.
- «Historia hrozného zahřmění Božího, anobrž hromobití strašlivého, vykonaného skrze Antikrista», 1555 г.

Изображение трудностей, с которыми должны были справиться Чешские братья в городе Млада-Болеслав после смерти дворянина Арношта Крайиржа из Крайка.
- «Summa quaedam brevissima collecta ex variis scriptis Fratrum», 1556 г.

Рассказывает историю общины Чешских Братьев до первой пол. XVI века.
- «Sepsání o rozdíle Jednoty bratrské od luteránské», 1558 г. (собственный перевод: Сочинение о разницах между Чешскими братьями и лютеранами)

Полемика с лютеранами.
- «Anvolimator», 1560 г.

Краткий исторический трактат, в котором Благослав отрицает факт, что Чешские братья были раньше адамитами.
- «Nekrologia», 1560 г.

Список священников и выдающихся членов Чешских братьев. Записи включают их краткие биографические данные и часто (субъективную) оценку их деятельности. «Nekrologia» — исключительный источник информации о главных жизненных событиях членов Чешских братьев.

### Остальные произведения
- «Spis o zraku», 1550 г. (собственный перевод: Документ о зрении)

Был написан в Пршерове после возвращения из университета в Базеле. Краткое рассуждение морально-этического характера.
- «O vyvolení Božím», 1562 г. (собственный перевод: Об избрании Богом)

Изложение двадцатой главы Евангелия от Матфея.
- «Pilné rozjímání, sluší-li Řeči Boží, Čtení svatá a epištoly opovrci a na ně více kázání nečiniti», 1563 г.
- Перевод Нового Завета, 1564 г.

Главный перевод Яна Благослава
- «Prokázání světlé toho, že církev svatá a její učitelé nevěřili a nevyznávali o člověčenství Krista Pána, že by bylo nestvořené a neučiněné», 1564 г.
- «Výklad na 13 kapitolu Zjevení svatého Jana», 1566 г.
- «Zpráva upřímná a sprostná na tyto dvě otázky: 1. Proč se bratří od jiných jednot buď pod jednou nebo pod obojí dělí? 2. Proč lidi ku poslušenství zavazují?», 1566 г.
- «Filipika proti misomusům», 1567 г.
- «Vitia concionatorum», 1570 г.
- «Evangelia, anebo Čtení svatá, kteráž slovou Pašije», 1571 г.
- «Gramatika česká», 1571 г. (Собственный перевод: Чешская грамматика)

Была издана в год смерти Благослава. Автор борется, прежде всего, за языковую чистоту, стабилизацию языковых понятий и естественность чешского языка. Примечательно, что иностранные слова Благослав считает приемлемыми в чешском языке, но их следует использовать умеренно и надлежащим образом. Произведение было предназначено для других переводчиков Библии.